# Nhịp Kuznets
Nhịp Kuznets hay Chu kỳ đầu tư cơ sở hạ tầng Kuznets được cho là một sóng kinh tế phạm vi trung bình, với chu kỳ 15–25 năm, được Simon Kuznets nhận dạng năm 1930. Kuznets kết nối các sóng này với các quá trình dân số, cụ thể là các luồng di cư đến và đi và các thay đổi trong cường độ xây dựng mà chúng gây ra, mà ông biểu thị chúng như là các chu kỳ/nhịp “dân số” hay chu kỳ/nhịp “xây dựng”. Các nhịp Kuznets cũng từng được diễn giải như là các chu kỳ đầu tư cơ sở hạ tầng
Một số nhà bình luận kinh tế hiện đại cho rằng nhịp Kuznets phản ánh một chu kỳ 18 năm trong giá trị đất đai. Fred Harrison cho rằng các chu kỳ bùng nổ và suy tàn có thể giảm nhẹ hay tránh được bằng cách đánh thuế hàng năm đối với giá trị đất đai (tức là thuế đất) .
Phân tích của Kuznets bị Howrey phê phán. Howrey cho rằng chu kỳ kinh tế biểu kiến mà Kuznets tìm thấy chỉ là một thành phần lạ của bộ lọc mà Kuznets sử dụng. Howrey gợi ý rằng cùng một mẫu hình chu kỳ cũng có thể tìm thấy trong các loạt nhiễu trắng khi bộ lọc Kuznets được áp dụng. Tuy nhiên, Kuznets cho rằng các nhịp này có thể được tìm thấy trong động lực học GDP thế giới ngay cả khi không áp dụng bộ lọc Kuznets